# Coma idyllique

Coma idyllique (Böses Erwachen) est un téléfilm allemand réalisé par Urs Egger et diffusé en 2009.

## Fiche technique
- Titre original : Böses Erwachen
- Réalisation : Urs Egger
- Scénario : Detlef Michel
- Photographie : Martin Kukula
- Musique : Marius Ruhland
- Durée : 90 minutes

## Distribution
- Uwe Ochsenknecht : Frederik Amberg
- Lisa Martinek : Birgit Amberg
- Nina Proll : Ilona Weber
- Myriam Schroeder : la physiothérapeute
- Sophie Rois : Solveig Jablonski
- Katja Kolm : médecin
- Johannes Silberschneider : Sander
- Branko Samarovski : le pensionnaire
- Johannes Krisch : Jürgen Weber
- Max Von Thun : Daniel Czerny